# Pipreola intermedia
Pipreola intermedia е вид птица от семейство Cotingidae.

## Разпространение
Видът е разпространен в Боливия и Перу.